# مثلث آنتهوون

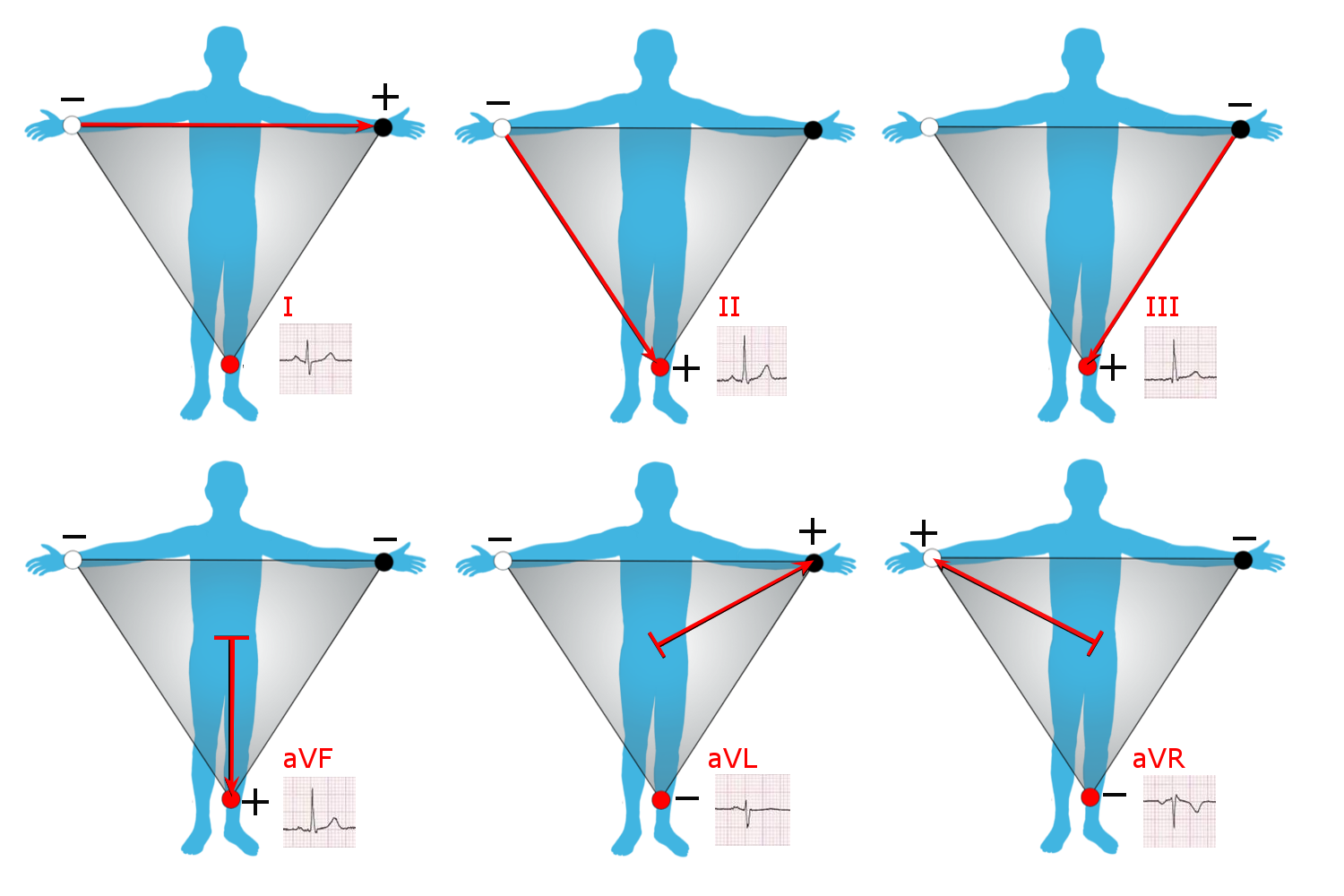
مثلث آنتهوون

بیشتر واژه‌های مورد استفاده برای توصیف یک نوار قلب (EKG) از اصطلاحاتی ریشه می‌گیرد که ویلم اینتهوون استفاده می‌کرده‌است. وی حروف P, Q, R, S, T را به موج‌های مختلف نوار قلب تخصیص داد که هنوز هم مورد استفاده است. اصطلاح مثلث آنتهوون نیز از نام وی گرفته شده‌است.
در مثلث آنتهوون I+III=II است.